# Algorfa
Algorfa – gmina w Hiszpanii, w prowincji Alicante, we wspólnocie autonomicznej Walencja, o powierzchni 18,36 km². W 2011 roku liczyła 4755 mieszkańców.
Położona u podnóża Paraje de las Escoteras.